# Bystrom
Bystrom és una població dels Estats Units a l'estat de Califòrnia. Segons el cens del 2000 tenia 4.518 habitants.

## Demografia
Segons el cens del 2000, Bystrom tenia 4.518 habitants, 1.308 habitatges, i 1.011 famílies. La densitat de població era de 1.571,5 habitants per km².
Dels 1.308 habitatges en un 42,7% hi vivien nens de menys de 18 anys, en un 53,5% hi vivien parelles casades, en un 15,8% dones solteres, i en un 22,7% no eren unitats familiars. En el 17,3% dels habitatges hi vivien persones soles el 6,2% de les quals corresponia a persones de 65 anys o més que vivien soles. El nombre mitjà de persones vivint en cada habitatge era de 3,41 i el nombre mitjà de persones que vivien en cada família era de 3,84.
Per edats la població es repartia de la següent manera: un 32,3% tenia menys de 18 anys, un 11,1% entre 18 i 24, un 27,9% entre 25 i 44, un 19,5% de 45 a 60 i un 9,1% 65 anys o més.
L'edat mediana era de 30 anys. Per cada 100 dones de 18 o més anys hi havia 103,1 homes.
La renda mediana per habitatge era de 27.582 $ i la renda mediana per família de 28.698 $. Els homes tenien una renda mediana de 27.351 $ mentre que les dones 18.393 $. La renda per capita de la població era de 13.108 $. Entorn del 26,8% de les famílies i el 30,7% de la població estaven per davall del llindar de pobresa.

## Poblacions més properes
El següent diagrama mostra les poblacions més properes.